# Bataille de Grosmont
 (août 2017).
Révolte des Gallois
Batailles
La bataille de Grosmont eut lieu le 11 mars 1405, à Grosmont (Monmouthshire), au Pays de Galles. La bataille eut lieu entre les forces du chef rebelle gallois Owain Glyndŵr et l'armée anglaise du roi Henri IV. Elle s'inscrit dans la révolte des Gallois.
En février 1405, Owain part avec 8 000 hommes de Cardiff s'emparer des places fortes d'Usk et Usk. En chemin, il passe par Grosmont, qu'il détruit, et s'installe quelque temps au château de Grosmont. Informés de ses mouvements, le prince de Galles et héritier du trône d'Angleterre Henri de Monmouth part de Hereford avec de nombreux cavaliers pour l'intercepter. Henri assiège Grosmont et inflige de lourdes pertes à Owain, qui s'enfuit.
La bataille de Grosmont constitue un tournant dans la rébellion d'Owain : il s'agit de la première victoire significative anglaise, qui est suivie peu après par une nouvelle victoire à Pwll Melyn.